# Carl Ludwig Hübsch’s Longrun Development of the Universe 2 – Is This Our Music?

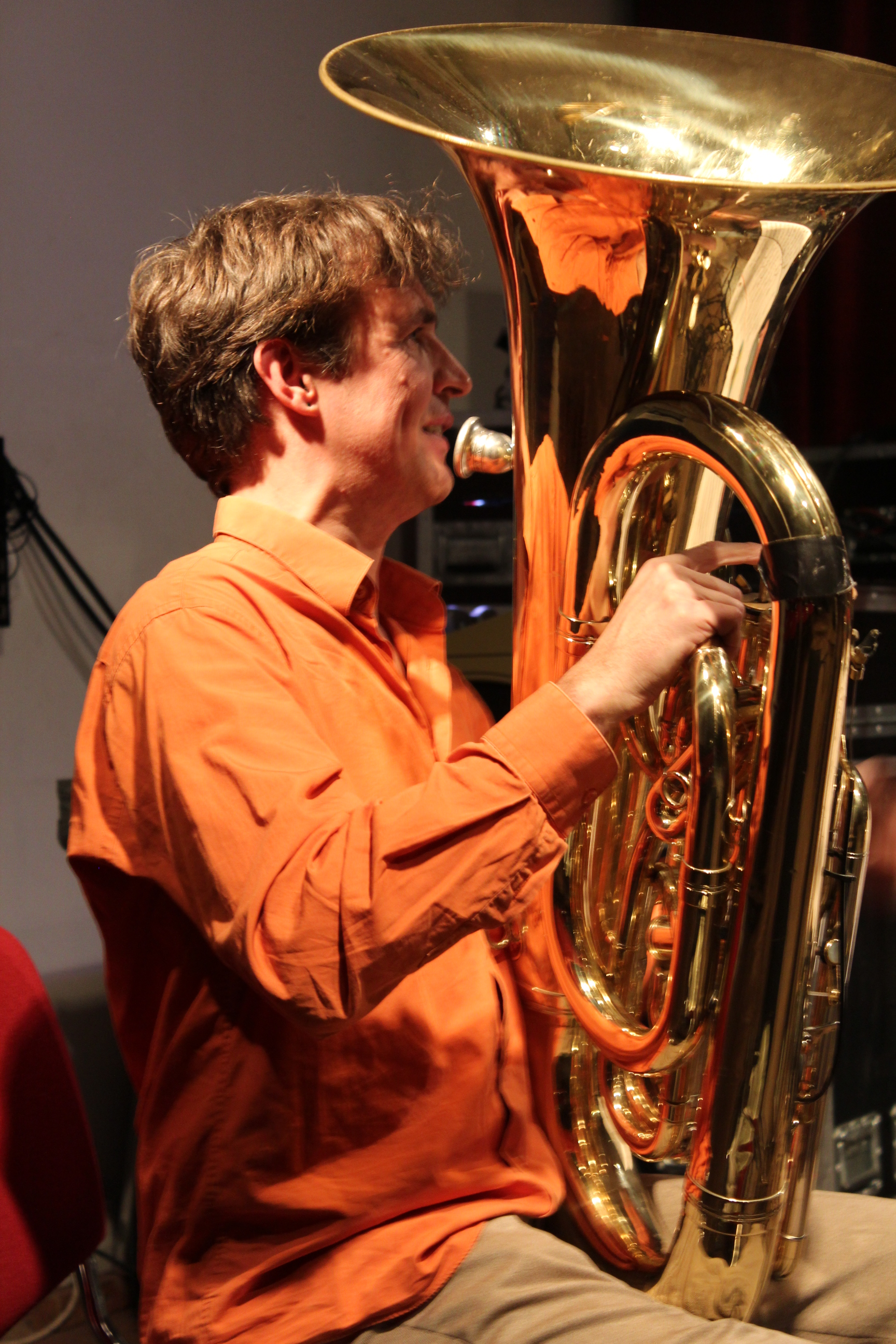
Carl Ludwig Hübsch beim New Jazz Festival 2012

Carl Ludwig Hübsch’s Longrun Development of the Universe 2 – Is This Our Music? ist ein Album des Trios aus Carl Ludwig Hübsch, Matthias Schubert und Wolter Wierbos, das im Oktober 2004 aufgenommen und 2005 bei Konnex Records erschienen ist.

## Das Album
Das Album ist das zweite Album des Projekts Langfristige Entwicklung des Universums; das erste Album erschien 2001 auf dem Kölner Label JazzHausMusik. Der Untertitel dieses Albums, Is This Our Music,  bezieht sich auf Ornette Colemans LP This Is Our Music (1960), welche damals ebenfalls entschlossen in die Zukunft wies. Doch Hübsch, Schubert und Wierbos betonen mit der Infragestellung des Coleman-Titels, dass sich Musik entwickelt, oft langfristig, und dass die Frage nach der Gestalt seiner eigenen Musik spannender ist als eine vorschnelle, möglicherweise dogmatische Antwort.
Zur Musik des Albums schrieb Nina Polaschegg in der Neuen Zeitschrift für Musik:
So ließe sich Musik dieser CD kurzgefasst als Jazz bezeichnen, der die Erfahrungen der freien Improvisation, der Entwicklung geräuschhafter Spieltechniken ebenso verinnerlicht hat und gleichsam von Konstruktionsideen zeitgenössischen Komponierens beeinflusst ist. Es ist einer der Versuche, Elemente des Jazz wie Rhythmuspattern und melodisches Fortspinnen in einen abstrakteren Kontext zu stellen. So gibt es weite Strecken pointillistischen Spiels, kurze, dichte Blöcke, die sich mit lang gezogenen Akkordschichtungen und Linien abwechseln, unisoni, die sich im polyphonen Spiel verlieren, Fugati, abrupte Tempowechsel, plötzlich einbrechende jazzig groovende Passagen und Choralanklänge.
Nach der kurzen Unisono-Einleitung Fragment 3 folgt NGC 2265, mit fast 19 Minuten der längste Titel des Albums, bei dem sich „der Hörer wirklich in die Musik mit einigen wohlplatzierten stillen Momenten hingezogen findet“. NGC 2265, „eine Übung in dreifachem Kontrapunkt“, beginnt „mit sanften und schwerfälligen Tuba-Schlieren, fortissimo- und pianissimo-Töne“ leiten schließlich über „zu zischenden Tuba-Mundstück-Aktionen und ausgeprägten Rohrblatt-Abstrichen und Schnalzen.“ Zirkularspiel der drei Musiker entwickelt sich aus der Polytonalität in eine lineare Bewegung durch „Schuberts rasendes Gejaule, Hübschs schnaufende Luftstöße und Wierbos’ ausgedehnten Orgelpunkt.“ Als der Saxophonist beharrlich Luft in sein Instrumentenrohr bläst, vermischen die beiden tiefen Blechblasinstrumente modulierte Vorschlagsnoten, nach drei Viertel des Weges treffen sie sich wieder in einer Tango-artigen Passage mit Tremolo-Schwingungen. Die Tanz-orientierte Übereinstimmung führt in „den schließenden Adagio-Teil mit Plunger-Posaunen-Gewebe, zischenden Stopps und Piepsern aus dem Saxophon, und ständiger untergründiger Emphase durch die Tuba“.
Es folgt das eher traditionelle El Eterno, das an Charlie Haden und an eine Hommage an Che Guevara erinnert. Nach vier kurzen Fragmenten folgt das längere NGC 2270 Terrier, eingeleitet durch bellende Tubatöne, gefolgt von dem doppelten Kontrapunkt der anderen Blasinstrumente. Doch schon bald wird die Polyphonie durch Attacken von Schubert und Wierbos unterbrochen. Schließlich steigert sich das Trio zu einem „Crescendo dröhnender Erschütterungen“, das abrupt im übermütigen Unisono endet. Im Gegensatz dazu werden in NGC 2274 Akkord „diese kontrapunktischen Aktionen gemächlicher ausgeführt“, wobei sich jeder Instrumentalpart in einer parallelen Linie bewegt, die sich aber nie berühren. Ken Waxman erinnert das Wechselspiel zwischen Saxophon und Posaune zuweilen an die Duette von Anthony Braxton und George Lewis in den 1970er Jahren. An andrer Stelle gibt Hübsch auf seiner Tuba brummende Kommentare ab, bis schließlich alle drei Musiker Klänge in kurze Phrasen pressen, um dann wieder zum Spiel einzelner Noten zurückzukehren. Der letzte Titel des Albums Al Kaphra ist eine „Offbeat-Sammlung von Riffs, die von Gutbucket-Explosionen von Wierbos und Orgelpunkt-Fauchen von Hübsch bis zum „Finale atemberaubenden Formwandels“ reichen, das in einem Crescendo von angenehm schwingenden Klangfarben endet.“

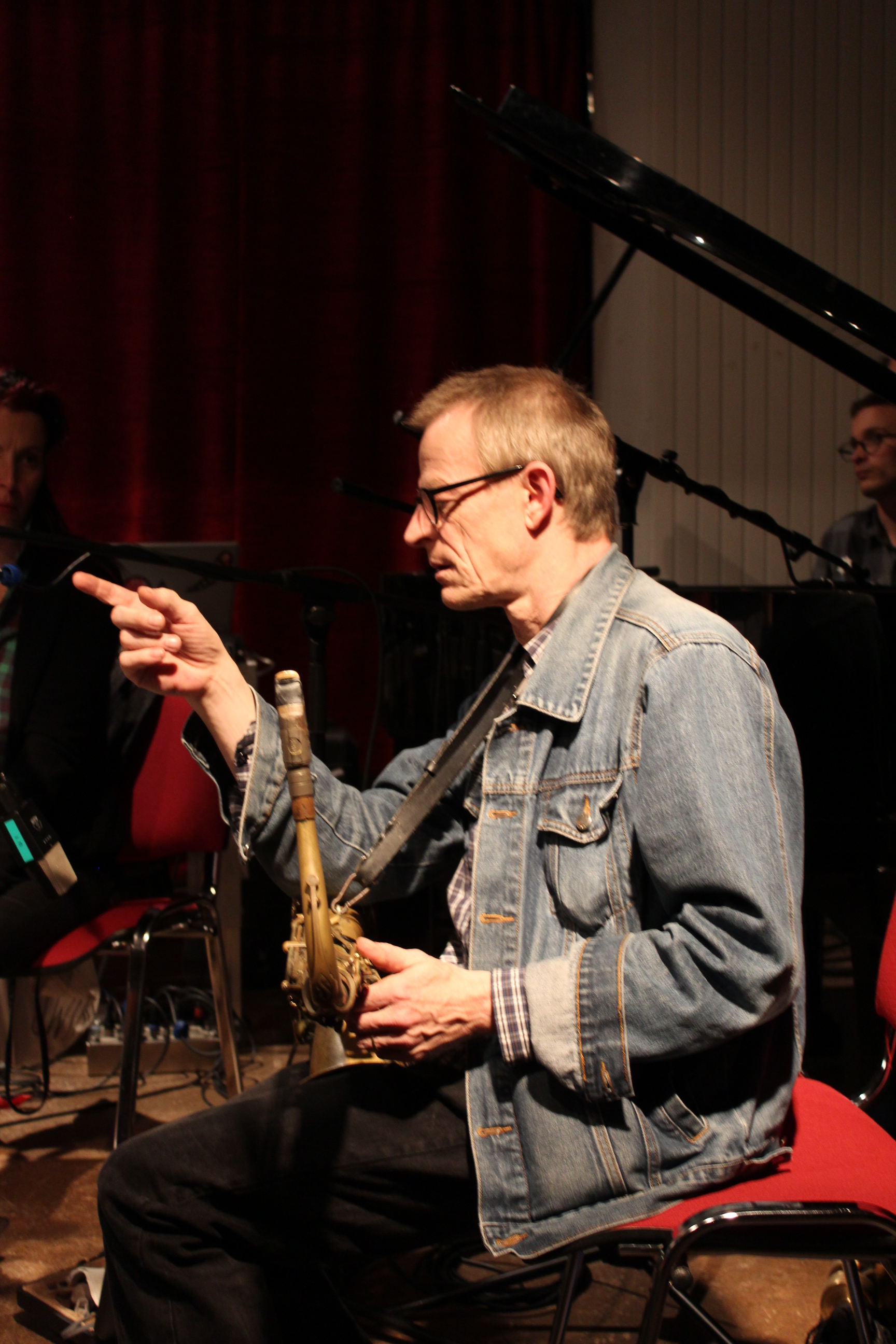
Matthias Schubert 2012 auf dem SWR New Jazz Meeting im Loft mit dem Ensemble hübsch acht

## Titelliste
- Carl Ludwig Hübsch’s Longrun Development Of The Universe 2 – Is This Our Music? (Konnex Records – KCD 5163)

1. Fragment 3 – 0:25
2. NGC 2265 – 18:48
3. EL Eterno – 4:21
4. Fragment 1 – 0:32
5. Fragment 2 – 0:28
6. Fragment 5 – 0:42
7. Remembering – 0:43
8. NGC 2270 Terrier – 13:59
9. NGC 2274 Akkord – 12:18
10. Fragment 4 – 1:15
11. Al Kaphra – 7:44

- Alle Kompositionen stammen von Carl Ludwig Hübsch

## Rezeption
Dave Lynch verlieh dem Album in Allmusic vier (von fünf) Sternen und erwähnt, dass Hübsch und seine Mitstreiter sich in Dialoge eines Bewusstseinsstromes einbringen, die nicht nur sie selbst, sondern genauso den Hörer miteinbeziehen. Dies reiche von harmonisch im Einklang stehenden bis zu dissonanten Passagen, von wild improvisierten bis hin zu verwickelt ausarrangierten, von sehr ernsthaften bis zu einfach albernen, von sehr dicht konstruierten bis hin zu spärlichen und kaum hörbaren Teilen. Neben seiner Fähigkeit, jeden nur denkbaren Ton oder Geräusch aus der Tuba hervorzubringen, sei Hübsch großartig als Leiter dieses Mini-Ensembles, indem er mit Rücksicht auf die Bandmitglieder komponiert, in dem er realisiert, dass sowohl Schubert als auch Wierbos phänomenale Inside-Outside-Spieler sind, die unübertroffen seien in einer Reihe von erweiterten Spielweisen, die aus Schnauben, Keuchen und Stottern bestehen; dennoch seien auch ausgeschriebene Noten Teil dieser Übung. „Die Arrangements sind anspruchsvoll, herausfordernd – und lustig, durchdrungen vom Swing und dem Empfinden dafür, dass drei Mitglieder einer verrückten Brass Band sich zu einer Ecke des musikalischen Universums aufgemacht haben, wo alles oder nichts zulässig ist. [...] Wenn man an experimentierfreudiger Musik interessiert ist, solle man Carl Ludwig Hübschs Klangwelt sein Ohr leihen, ihn auf halbem Wege treffen und dabei nicht anttäuscht sein.“